# Нью-Чепел-Гілл (Техас)
Нью-Чепел-Гілл (англ. New Chapel Hill) — місто (англ. city) в США, в окрузі Сміт штату Техас. Населення — 620 осіб (2020).

## Географія
Нью-Чепел-Гілл розташований за координатами 32°17′57″ пн. ш. 95°10′7″ зх. д. / 32.29917° пн. ш. 95.16861° зх. д. (32.299165, -95.168627).  За даними Бюро перепису населення США в 2010 році місто мало площу 7,07 км², з яких 7,00 км² — суходіл та 0,07 км² — водойми. В 2017 році площа становила 6,27 км², з яких 6,20 км² — суходіл та 0,07 км² — водойми.

## Демографія
Згідно з переписом 2010 року, у місті мешкали 594 особи в 217 домогосподарствах у складі 168 родин. Густота населення становила 84 особи/км².  Було 242 помешкання (34/км²).
Расовий склад населення:
| - 92,3 % — білих - 2,0 % — чорних або афроамериканців - 0,5 % — азіатів - 4,0 % — осіб інших рас |

До двох чи більше рас належало 1,2 %. Частка іспаномовних становила 8,8 % від усіх жителів.
За віковим діапазоном населення розподілялося таким чином: 27,1 % — особи молодші 18 років, 60,9 % — особи у віці 18—64 років, 12,0 % — особи у віці 65 років та старші. Медіана віку мешканця становила 34,7 року. На 100 осіб жіночої статі у місті припадало 94,1 чоловіків;  на 100 жінок у віці від 18 років та старших — 90,7 чоловіків також старших 18 років.
Середній дохід на одне домашнє господарство  становив 66 555 доларів США (медіана — 49 375), а середній дохід на одну сім'ю — 66 949 доларів (медіана — 50 000). Медіана доходів становила 33 125 доларів для чоловіків та 39 018 доларів для жінок. За межею бідності перебувало 15,1 % осіб, у тому числі 23,9 % дітей у віці до 18 років та 7,2 % осіб у віці 65 років та старших.
Цивільне працевлаштоване населення становило 280 осіб. Основні галузі зайнятості: освіта, охорона здоров'я та соціальна допомога — 25,4 %, роздрібна торгівля — 15,7 %, виробництво — 14,6 %.